# Western Desert Force
Western Desert Force fue una formación del Ejército Británico que operó en Egipto durante la Segunda Guerra Mundial.
El 17 de junio de 1940, el cuartel general de la 6.ª División de Infantería británica fue designado como Fuerza del Ejército Occidental. La formación consistía en la 7.ª División Acorazada y en la 4.ª División india de Infantería y fue comandada por el Mayor General Richard O'Connor. En septiembre de 1940, cuando comenzó la Invasión italiana de Egipto, la Western Desert Force contaba con aproximadamente 36.000 soldados y 65 tanques.